# Tour Nuevas Canciones
El Tour Nuevas Canciones es la gira de conciertos de la cantante y actriz mexicana Kika Edgar para promocionar su quinto álbum de estudio Nuevas Canciones.

## Lista de canciones 2016
Intro (Instrumental)
- Tanto
- Tal Vez
- Sin El
- Lo Siento Mi Amor
- Popourri Yuri : Yo No Te Pido Amor/DEjala/Es Ella Más que Yo/Maldita Primavera/Detrás de Mi Ventada
- Basta
- No Me Hagas Llorar
- Que Te Digo
- A Donde Fuiste
- Vida Loca
- Adoro
- Mudanzas
- Ya Te Olvide
- Ojalá Que Te Mueras
- Así No Te Amara Jamás
- Ese Hombre
- Puedo Jurarlo
- Como Tu
- Puedo Jurarlo
- Acariciame
- Soy De Ti
- Señor Amante

Outro (Instrumental)

## Fechas
| Fecha                    | Ciudad           | País           | Lugar                           |
| ------------------------ | ---------------- | -------------- | ------------------------------- |
| 17 de julio de 2016      | Santiago Tuxtla  | México         | Teatro del Pueblo               |
| 5 de agosto de 2016      | Tepatitlán       | México         | Centro de Conversaciones Olimpo |
| 12 de agosto de 2016     | Chicago          | Estados Unidos | Fantasy Ninght Club             |
| 20 de agosto de 2016     | Ensenada         | México         | Vincola Chateau Campou          |
| 27 de agosto de 2016     | Manzanillo       | México         | Salón de la Fama                |
| 9 de septiembre de 2016  | Huimanguillo     | México         | Parque Central                  |
| 16 de septiembre de 2016 | Puerto Peñasco   | México         | Las Palomas Beach & Gold Resort |
| 10 de noviembre de 2016  | Monterrey        | México         | Privado                         |
| 20 de noviembre de 2016  | Mérida           | México         | Centro de Conversaciones        |
| 4 de diciembre de 2016   | Tampico          | México         | Teatro del Pueblo               |
| 7 de diciembre de 2016   | Izamal           | México         | Atrio de la Iglesia Central     |
| 9 de diciembre de 2016   | Ciudad de México | México         | Lunario del Auditorio Nacional  |
| 26 de diciembre de 2016  | Chilpancingo     | México         | Tetro del Pueblo                |

- Datos: Q27961540